# Bjerkandere
Bjerkandere (znanstveno ime Bjerkandera) so rod gliv iz družine Phanerochaetaceae. Rod je dobil ime po švedkemu botaniku Bjerkanderu.

## Značilnosti
Bjerkandere imajo mehke in upogljive klobuke s fino dlakavo do gladko površino. Pore na trosovnici so sive do črne ali rjave barve. Hifni sistem pri je monomitičen in vsebuje samo generativne hife, ki imajo miceljiske zaponke. Trosi so gladki, s tankimi stenami, neamiloidni in kratke cilindrične oblike.

## Seznam bjerkander Slovenije[3]
- osmojena bjerkandera (Bjerkandera adusta)
- čokata bjerkandera (Bjerkandera fumosa)